# Elecciones generales de las Islas Feroe de 2008
Las elecciones generales se celebraron en las Islas Feroe el 19 de enero de 2008, la última fecha posible. El Partido del Autogobierno y el Partido del Centro obtuvieron un escaño cada uno, mientras que el Partido de la Igualdad perdió un escaño. El número de mujeres pasó de tres a siete.
Se había considerado enmendar la ley electoral para celebrar las elecciones dos semanas más tarde y aprobar una serie de proyectos de ley importantes antes de las elecciones, pero al final las negociaciones al respecto fracasaron y la elección se convocó el 2007-12-07. Antes de esta elección, el sistema electoral se cambió en 2007 de un sistema con siete distritos electorales de varios miembros, que tenía algunos elementos de voto proporcional mixto, a un sistema con un distrito electoral único para todo el país a fin de reducir la desproporcionalidad.
Antes de las elecciones, el Partido de la Igualdad formó un gobierno unionista de centro con el Partido Popular y el Partido Unión. Después de las elecciones, cuatro días de negociaciones vieron surgir un gobierno separatista de centro izquierda; mientras que el Partido de la Igualdad retuvo el cargo de primer ministro, República, fuertemente independentista, obtuvo la mayoría de los cargos ministeriales (incluido el recién creado cargo de ministro de Relaciones Exteriores). El Partido del Centro también participó en el nuevo gobierno. Entre los puntos del acuerdo de coalición se encontraba un plan para redactar una constitución para las Islas Feroe, que se aprobaría en un referéndum que se celebraría en 2010.
Sin embargo, la coalición se disolvió a mediados de 2008 y el 26 de septiembre de 2008 tomó juramento un gobierno formado por los partidos que gobernaban antes de las elecciones de 2008, con Kaj Leo Johannesen como primer ministro.

## Resultados
| Partidos                      | Partidos                      | Votos  | %     | Escaños |
| ----------------------------- | ----------------------------- | ------ | ----- | ------- |
|                               | República                     | 7,250  | 23.30 | 8       |
|                               | Partido Unionista             | 6,529  | 20.99 | 8       |
|                               | Partido Popular               | 6,240  | 20.06 | 7       |
|                               | Partido de la Igualdad        | 6,018  | 19.34 | 6       |
|                               | Partido de Centro             | 2,610  | 8.39  | 3       |
|                               | Partido del Autogobierno      | 2,244  | 7.21  | 2       |
|                               | Partido de los Estudiantes    | 221    | 0.71  | 0       |
| Total (participación de 100%) | Total (participación de 100%) | 31,112 | 99.79 | 33      |
| Fuentes: Logting              |                               |        |       |         |